# Dopolavoro Meda 1941-1942
Questa voce raccoglie le informazioni riguardanti il Dopolavoro Meda nelle competizioni ufficiali della stagione 1941-1942.

## Rosa
| N. |                   | Ruolo | Calciatore         |
| -- | ----------------- | ----- | ------------------ |
|    | Italia (bandiera) | P     | Osvaldo Aldighieri |
|    | Italia (bandiera) | A     | Bruno Bianchi      |
|    | Italia (bandiera) | C     | Romildo Casarico   |
|    | Italia (bandiera) | A     | Egidio Cereda      |
|    | Italia (bandiera) | C     | Vittorio Dozio     |
|    | Italia (bandiera) | D     | Giuseppe Fusi      |
|    | Italia (bandiera) | A     | Ercole Lavezzari   |
|    | Italia (bandiera) | D     | Battista Martinoli |

| N. |                   | Ruolo | Calciatore        |
| -- | ----------------- | ----- | ----------------- |
|    | Italia (bandiera) | C     | Osvaldo Raffaglio |
|    | Italia (bandiera) | C     | Carlo Ronzoni     |
|    | Italia (bandiera) | D     | Carlo Sangiorgio  |
|    | Italia (bandiera) | C     | Mario Sinatra     |
|    | Italia (bandiera) | P     | Carlo Sironi      |
|    | Italia (bandiera) | A     | Fausto Strada     |
|    | Italia (bandiera) | C     | Mario Trezzi      |
|    | Italia (bandiera) | D     | Angelo Valari     |